# Edward Dannreuther
Edward Dannreuther, né le 4 novembre 1844 à Strasbourg - mort le 12 février 1905 à Hastings, est un pianiste et musicologue allemand, résident en Angleterre à partir de 1863. Son père s'est installé à Cincinnati où il crée une manufacture de piano. Le jeune Edward, sous la pression de son père pour qu'il embrasse la banque comme profession, perspective qu'il trouve peu agréable, s'enfuit à Leipzig en 1859.
Il étudie au conservatoire de Leipzig où il est élève d'Ignaz Moscheles. Jeune partisan de Wagner, il fonde la Wagner Society (en) de Londres en 1872. En 1863, il est engagé par le critique musical Henry Chorley (en) pour jouer du piano à Londres aux concerts du Crystal Palace. Ses interprétations de Chopin et Beethoven y sont bien reçues. Après son mariage en 1871 il décide de s'installer de façon permanente en Angleterre.
Dannreuther devient professeur de piano au Royal College of Music en 1895, poste qu'il occupe jusqu'à sa mort. Enthuusiaste de la nouvelle musique, il exerce une importante influence sur le compositeur Hubert Parry qui est son élève. Une plaque commémorative est dévoilée le 26 juillet 2005 sur son ancienne demeure au 12 Orme Square dans le quartier de Westminster au centre de Londres.
Son fils Hubert Edward Dannreuther (en) est un amiral britannique, l'un des six survivants du naufrage du HMS Invincible.